# Baby (Clean Bandit)
Baby is een single van de Britse band Clean Bandit met Marina en Luis Fonsi. De single is de uitgebracht als zesde single van het tweede studioalbum van Clean Bandit genaamd What is Love? en is ook onderdeel van Marina's vierde studioalbum Love + Fear.